# Western Sydney Stadium
El Western Sydney Stadium (llamado también CommBank Stadium por razones de patrocinio) es un estadio ubicado en el distrito de Parramatta en la ciudad de Sídney, en Australia, unos 23 km al oeste del centro de la ciudad. Está ubicado en los terrenos del Parramatta Stadium que fue demolido en 2017. El estadio fue inaugurado en abril de 2019 y posee una capacidad para 30 000 personas, es propiedad del estado de Nueva Gales del Sur. El recinto fue diseñado Populous Architects y construido por Lendlease con un costo de construcción de $ 360 millones.
El estadio se utiliza principalmente para partidos de fútbol y rugby, además de espectáculos artísticos y conciertos. Sus principales ocupantes son el equipo de fútbol Western Sydney Wanderers de la A-League, los Parramatta Eels de la National Rugby League, y los Greater Sydney Rams del National Rugby Championship.
El estadio fue inaugurado por la primera ministra de Nueva Gales del Sur, Gladys Berejiklian, el 14 de abril de 2019. El primer evento deportivo en el estadio vio a Parramatta Eels derrotar a Wests Tigers en un partido de la National Rugby League el 22 de abril de 2019.
El 5 de diciembre de 2018 el Bankwest (Banco Australiano) compró los derechos de nombre del estadio por un período de siete años.

Imagen Panorámica del Western Sydney Stadium.